# فيكتور ليفا
فيكتور ليفا (بالإسبانية: Víctor Leyva)‏ هو لاعب كرة قدم أمريكية مكسيكي، ولد في 18 ديسمبر 1977 في ولاية غواناخواتو في المكسيك.

## وصلات خارجية
- فيكتور ليفا على موقع مرجع كرة القدم المحترفة.كوم (الإنجليزية)